# Матуйзос
Матуйзос (лит. Matuizos, Матуйзы) — деревня в Варенском районе Алитусского уезда Литвы, в 9 километрах от Варены. Через деревню проходит Петербурго-Варшавская железная дорога. Центр Матуйзоского староства.

## Население
| 1905                           | 1931 | 1959 | 1970 | 1979 | 1980 |
| ------------------------------ | ---- | ---- | ---- | ---- | ---- |
| 64                             | 127  | 210  | 788  | 977  | 990  |
| 1986                           | 1989 | 2001 | 2007 | 2011 | -    |
| 1076                           | 1172 | 1312 | 1300 | 1201 | -    |
| Гистограмма динамики населения |      |      |      |      |      |

### Известные уроженцы
- Миндаугас Лужис
- Лина Куялите